# 弗朗切斯科二世·埃斯特
法蘭西斯科二世·埃斯特（義大利語：Francesco II d'Este，1660年3月6日—1694年9月6日），摩德納公爵，1662年至1694年在位。
1692年，法蘭西斯科與帕爾馬公爵拉努喬二世的女兒瑪格麗塔·瑪麗亞結婚，兩人沒有子女。1694年法蘭西斯科去世，叔叔里納爾多繼位為摩德納公爵。